# Офелија (лик)
Офелија представља једину морално чисту особу у Шекспировој трагедији Хамлет. Опевао ју је Артур Рембо у истоименој песми. Једна од полемичких тема аналитичара, поред оне да ли је Дух Хамлетовог оца добар или зао, јесте и она о томе како је Офелија окончала свој живот.

## Лик
Офелија је послушна свом оцу и многи ликови је воле. Када јој Полоније каже да престане да се виђа са Хамлетом, она то и учини. Када јој он каже да закаже састанак како би га он и Клаудије могли шпијунирати, она то и учини. Офелија је супротност Хамлету и Лаерту, супротстављајући се и инспиришући њихово понашање.